# Avicennia rumphiana
Avicennia rumphiana е вид растение от семейство Страшникови. Видът е световно застрашен, със статут Уязвим.

## Разпространение
Разпространен е в Индонезия, Малайзия, Папуа Нова Гвинея и Филипини.